# 阿尔沃拉达德米纳斯
阿尔沃拉达德米纳斯是巴西米纳斯吉拉斯州的一个市镇。总面积374.91平方公里，总人口3482人，人口密度9.3人/平方公里。